# أوليفييه مونتيروبيو
أوليفييه مونتيروبيو (بالفرنسية: Olivier Monterrubio) (مواليد 8 أغسطس 1976 في غيلاك - فرنسا) لاعب كرة قدم فرنسي يلعب حاليا لصالح نادي الدرجة الأولى لوريان الفرنسي منذ 2009 في مركز الوسط المدافع .

## روابط خارجية
- أوليفييه مونتيروبيو على موقع رابطة كرة القدم الفرنسية للمحترفين (الإنجليزية)
- أوليفييه مونتيروبيو على موقع قاعدة بيانات كرة القدم.إي يو (الإنجليزية)
- أوليفييه مونتيروبيو على موقع ليكيب (الفرنسية)
- أوليفييه مونتيروبيو على موقع Soccerway.com (الإنجليزية)
- أوليفييه مونتيروبيو على موقع عالم كرة القدم.نت (الإنجليزية)
- أوليفييه مونتيروبيو على موقع كووورة